# Лешояд
Лешоя̀д е сборно, несистематично название на различни видове птици от няколко различни и често несвързани филогенетично родове от семейство Ястребови. Обединява ги типът храна, която ядат – мършата, и някои белези във външния вид. Понятието обхваща представители на дневните грабливи птици от подсемейство Aquilinae, които се хранят с мърша. Оцветяването им при двата пола е еднакво, но женската е по-едра. Притежават характерните за грабливите птици здрави крака с остри нокти и закривен клюн.

## Лешояди в България
Лешоядите са сред най-големите птици в България и Европа. Заради големия си размер, те предпочитат да се реят (планират) във въздуха, като използват въздушните течения и тѐрмики – както постъпват подобно на тях и парапланеристите.
В България са се срещали четири вида лешояди: белоглав (с неоперени глава и шия, кафяво оперение и тъмни махови и опашни пера), черен (изцяло тъмно оперение, без контраст между подкрилия и махови пера), египетският (най-дребен, възрастните птици са бели, с черни махови пера и яркожълт клюн) и брадат лешояд (костобер). Два от тези видове (брадатият и черният) са изчезнали като гнездящи от страната, а другите два (белоглавият и египетският) са изключително редки и за опазването им е необходимо полагането на специални грижи и създаването на трансгранични природни резервати.
Лешоядите не нападат домашни и диви животни, а се хранят единствено с мърша. Те се справят успешно не само с тъканите и костите в нея, но и с причинителите на заразни болести като бруцелоза, антракс, чума и по този начин предотвратяват разпространението им сред домашните и дивите животни. Всеки един от четирите вида се храни с различни части от труповете, поради което всичките са еднакво важни и значими.
Всички видове лешояди са защитени от българското и международното законодателство. Улавянето, убиването, задържането на лешояди и унищожаването на техните яйца и гнезда са строго забранени и се наказват от закона.
Лешоядите имат слаба размножителна способност – снасят по 1 – 2 яйца, като обикновено отглеждат по едно-единствено малко и то не всяка година. Половата им зрялост настъпва късно – при някои видове дори след осмата година. Нуждаят се от обширни открити пространства, които да облитат в търсене на храна за себе си и пиленцата. 
В недалечното минало лешоядите са били много по-широко разпространени на територията на днешна България. В България са намерени едни от най-древните фосилни останки от лешояди в Европа. Възрастта им, според палеоорнитолога проф. Златозар Боев, е на повече от 2 млн. години